# Kara Crane
Pour les articles homonymes, voir Crane.
Kara Crane, née le dans le comté d'Orange, Californie (États-Unis), est une actrice américaine.

## Biographie
Kara tient des origines philippines et russes.
Elle est connue pour avoir interprété le rôle de Jeanette Pachelewski dans Minutemen : Les Justiciers du temps.

## Filmographie
- 2006 : Ned ou Comment survivre aux études (Ned's Declassified School Survival Guide) (télévision), 2e saison, épisode 15 La semaine du délire & Les fringues (Spirit Week and Clothes)
- 2008 : Minutemen : Les Justiciers du temps (télévision) : Jeanette Pachelewski
- 2008 : La Vie de croisière de Zack et Cody (The Suite Life on Deck) (série télévisée), 1re saison, épisode Piper
- 2010 : Summer Camp (télévision) : Alyssa Beam
- 2010-2011 : Disney 365 (télévision)
  - Épisode Disney Store New York Opening (2010)
  - Épisode Magic of Healthy Living (2011)
- 2011 : First Day (série télévisée) : Talor Weller
  - Épisode Never Saw It Coming
  - Épisode Pretending Sucks Way More
  - Épisode More Like Honesty
  - Épisode Friending the Enemy 
  - Épisode Deja Boo
- 2011 : Bucket & Skinner's Epic Adventures (télévision), 1er épisode Epic Crush : Leslie